# Lijst van voetbalinterlands Bosnië en Herzegovina - Turkije (vrouwen)
Deze lijst van voetbalinterlands is een overzicht van alle officiële voetbalinterlands tussen de nationale vrouwenteams van Bosnië en Herzegovina en Turkije. De landen hebben tot nu toe vier keer tegen elkaar gespeeld.

## Wedstrijden
| № | Plaats         | Datum            | Competitie           | Wedstrijd                       | Uitslag |
| - | -------------- | ---------------- | -------------------- | ------------------------------- | ------- |
| 1 | Velika Kladuša | 24 juli 1999     | EK 2001 kwalificatie | Bosnië en Herzegovina − Turkije | 2 − 6   |
| 2 | Istanbul       | 16 februari 2000 | EK 2001 kwalificatie | Turkije − Bosnië en Herzegovina | 3 − 1   |
| 3 | onbekend       | 24 oktober 2001  | WK 2003 kwalificatie | Turkije − Bosnië en Herzegovina | 5 − 1   |
| 4 | onbekend       | 2 mei 2002       | WK 2003 kwalificatie | Bosnië en Herzegovina − Turkije | 3 − 2   |

## Samenvatting
| Competitie      | Totaal gespeeld | Winst Bosnië en Herzegovina | Gelijk | Winst Turkije | Doelsaldo Bosnië en Herzegovina – Turkije |
| --------------- | --------------- | --------------------------- | ------ | ------------- | ----------------------------------------- |
| WK-kwalificatie | 3               | 1                           | 0      | 2             | 4 − 7                                     |
| EK-kwalificatie | 2               | 0                           | 0      | 2             | 3 − 9                                     |
| Totaal          | 4               | 1                           | 0      | 3             | 7 − 16                                    |